# Salia aurantiaca
Salia aurantiaca là một loài bướm đêm trong họ Noctuidae.